# Unalaska
Unalaska (aleutsky Iluulux̂) je hlavní město Aleutských ostrovů. Jedná se o malé město na stejnojmenném ostrově v zátoce Dutch Harbor. K městu patří také Letiště Unalaska na Amaknakově ostrově. V roce 2005 žilo v Unalasce 4347 obyvatel.

## Geografie
Město má rozlohu 212,3 km². Na ostrově Unalaska se nachází sopka Makushin Volcano (1800 m n. m.).

## Historie

### Ruská kolonizace
Ostrov Unalaska objevil Vitus Bering v roce 1741 během 2. kamčatské expedice. Až do druhé poloviny 18. století byly ostrovy Unalaska a Amaknak obydleny Aleuty. Neoficiální historie města začíná 1. srpna 1759, kdy na pobřeží Unalasky zakotvil ruský cestovatel, navigátor a obchodník s kožešinami Stěpan Gavrilovič Glotov.
V roce 1763 vypuklo na ostrově aleutské povstání na Liščích ostrovech. Aleuti zničili 4 ruské obchodní lodě Svatý Jan a Svatý Zachariáš a Alžběta obchodníka Kulkova a galioty Svatý Mikuláš a Svatá Trojice obchodníka Trapeznikova. 162 ruských námořníků bylo zabito. V roce 1764 velitel lodi Svatý Petr a Pavel Ivan Solovjev našel zničené ruské osídlení na ostrově. V roce 1765 Rusové pod vedením Stěpana Glotova podnikli razii na aleutské osady, kdy bylo pobito 3 až 5 tisíc domorodců, včetně žen a dětí. Povstání tím bylo rozdrceno.
V roce 1768 se ostrov Unalaska stal hlavním ruským přístavem v oblasti, kde se obchodovalo s kožešinami. Roku 1772 založil Solovjov první stálou ruskou osadu na ostrově v tzv. Holandském přístavu (Dutch Harbor). V roce 1778 se v osadě Unalaska setkal Gerasim Izmajlov s Jamesem Cookem a vzájemně si upravili mapy svých námořních objevů.
Roku 1796 se Unalaska stala sídlem Rusko-americké společnosti. V roce 1825 byl ve městě postaven kostel Nanebevzetí Páně. Zakladatel farnosti ve městě - metropolita Innokentij vytvořil ve městě aleutské písmo a přeložil bibli do aleutštiny. 
V roce 1836 ve městě vypukla epidemie spalniček, neštovic a černého kašle. Významná část obyvatel Unalasky během epidemie zemřela.

### Součást USA
Dne 18. října 1867 se město jako součást celé ruské Ameriky stalo díky prodeji Aljašky součástí Spojených států amerických. V roce 1880 otevřela metodistická církev ve městě nemocnici a školu pro sirotky.
V roce 1940 se Dutch Harbor stal námořním přístavem amerického námořnictva. V létě 1942 byl ostrov několik dní napadán japonskými letadly a později byli místní obyvatelé až do konce války evakuováni na jihovýchodní Aljašce.
Vojenská základna byla krátce po válce opuštěna. Budovy a kasárna zůstaly oploceny ještě po desetiletí, dokud v 70. letech 20. století, s rozvojem krabího rybolovu, nebylo mnoho z budov obyvateli města přeměněno na sklady, průmyslové a obytné budovy. Na konci 80. let vláda USA financovala sanaci opuštěné vojenské základny a celá její oblast byla převzata ke komerčnímu využití. Pro komerční účely byla také využívána dráha bývalé vojenské základny.
Do roku 1981 se Unalaska stala hlavním americkým přístavem pro lov a zpracování krabů.

## Podnebí

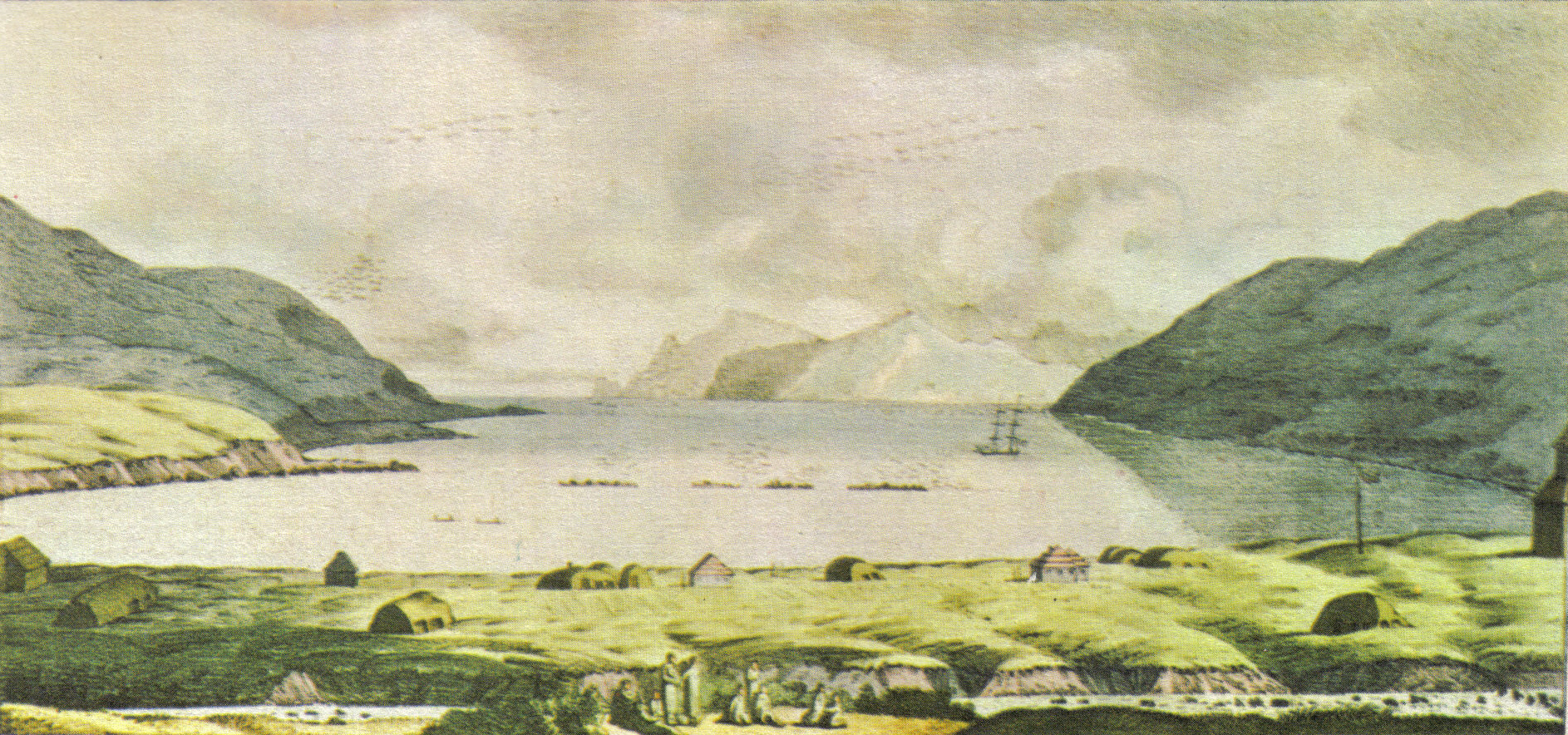
Obraz Unalasky v roce 1916

Stejně jako v ostatních městech na Aleutech má i Unalaska přímořské klima, s obdobími silných dešťů. Průměrná roční teplota ve městě je v lednu kolem -1 °C a v srpnu 11 °C. S asi 250 deštivými dny v roce je Unalaska nejdeštivějším místem ve Spojených státech amerických.

## Partnerská města
- Petropavlovsk-Kamčatskij, Rusko (1990)